# Simangambat Jae
Simangambat Jae is een bestuurslaag in het regentschap Padang Lawas Utara van de provincie Noord-Sumatra, Indonesië. Simangambat Jae telt 1308 inwoners (volkstelling 2010).